# Новоукраїнська сільська рада (Рівненський район)
Новоукраї́нська сільська́ ра́да — орган місцевого самоврядування в Рівненському районі Рівненської області. Адміністративний центр — село Нова Українка.

## Загальні відомості
- Новоукраїнська сільська рада утворена в 1992 році.
- Територія ради: 36,026 км²
- Населення ради: 1 959 осіб (станом на 2001 рік)

## Населені пункти
Сільській раді підпорядковані населені пункти:
- с. Нова Українка
- с. Козлин
- с. Радиславка
- с. Ремель

## Склад ради
Рада складається з 16 депутатів та голови.
- Голова ради: Антончук Микола Пилипович
- Секретар ради: Давидюк Ірина Миколаївна

### Керівний склад попередніх скликань
| Прізвище, ім'я, по батькові | Основні відомості                                                 | Дата обрання | Дата звільнення |
| --------------------------- | ----------------------------------------------------------------- | ------------ | --------------- |
| Антончук Микола Пилипович   | Сільський голова, 1961 року народження, освіта вища, безпартійний | 26.03.2006   | 31.10.2010      |
| Антончук Микола Пилипович   | Сільський голова, 1961 року народження, освіта вища, безпартійний | 31.10.2010   |                 |

Примітка: таблиця складена за даними сайту Верховної Ради України